# 新西蘭糙鮋
新西蘭糙鮋，為輻鰭魚綱鮋形目鮋亞目平鮋科的其中一種，為深海魚類，分布於西南太平洋紐西蘭北部及塔斯曼海海域，棲息深度731-1020公尺，體長可達36.9公分，棲息在底層水域，生活習性不明。

## 扩展阅读
維基物種上的相關：新西蘭糙鮋